# Ахей от Еретрия
Вижте пояснителната страница за други личности с името Ахей.
Ахей от Еретрия (на старогръцки: Ἀχαιός, Achaios, * 484 пр.н.е., † пр. 406 пр.н.е.) от Еретрия e древногръцки поет на трагедии през 5 век пр.н.е., от когото са запазени само малко фрагменти.
Според Суда неговият баща се казва Питодор или Питорид. Той е роден по времето на 76-а олимпиада, през 484 пр.н.е., и така е по-млад от неговите съвременници Софокъл и Еврипид. За 83-та олимпиада (454 пр.н.е.) той се появява в Атина с едно парче и се конкурира с Еврипид. Той има само една попеда в състезанията по трагедии. Той трябва да е умрял преди премиерата на комедията „Жабите“ (Βάτραχοι, Bátrachoi) на Аристофан вероятно през 405 г. пр.н.е., понеже той не се споменава при дадените там имена на още живите писатели на трагедии.
Според Суда той е написал 44, 30 или 24 парчета, 11, 8 или 6 тетралогии. Днес са известни само 19 титли, от които най-малко 6, вероятно 10 са сатири.

## Известни произведения
- Adrastos (Ἄδραστος), трагедия за Адраст
- Aithon (Αἴθων), сатира за Aithon, вероятно за Одисей или Ерисихтон
- Alkmeon (Ἀλκμέων), сатира за Алкмеон
- Alphesiboia (Ἀλφεσίβοια), трагедия за Алфесибея
- Athla (Ἆθλα/Ἆθλοι), сатира (?) за „Състезания/тели“
- Azanes (Ἀζᾶνες), трагедия за Азан
- Erginos (Ἐργῖνος}), трагедия за Ергин
- Hephaistos (Ἥφαιστος), сатира за Хефест
- Iris (Ἴρις), сатира за Ирис
- Kyknos (Κύκνος), сатира (?) за „Лебедът“
- Linos (Λίνος), сатира за Лин, синът на Аполон
- Moirai (Μοῖραι), сатира (?) за „Мойрите“
- Momos (Μῶμος), сатира (?) за Мом
- Oidipus (Οἰδίπους), трагедия за Едип
- Omphale (Ὀμφάλη), сатира за Омфала
- Perithoos (Περίθοος), трагедия за Пиритой
- Philoktetes (Φιλοκτήτης), трагедия за Филоктет
- Phrixos (Φρίξος), трагедия за Фрикс
- Theseus (Θησεύς), трагедия за Тезей